# Lysimachia barystachys
Lysimachia barystachys är en tvåhjärtbladig växtart som beskrevs av Bunge. Lysimachia barystachys ingår i släktet lysingar och familjen viveväxter. Inga underarter finns listade i Catalogue of Life.